# Diner (moneda)
|  | Aquest article tracta sobre la unitat de moneda carolíngia. Vegeu-ne altres significats a «Diner (desambiguació)». |

Convencionalment, s'usa el terme diner per denominar la moneda efectiva ideada en el marc del sistema monetari carolingi i a les que seguiren aquesta tradició monetària i que va constituir la base del sistema comptable imperant a gairebé tot Europa fins a la instauració del sistema decimal, en alguns llocs, com Gran Bretanya, la seva vigència s'allargà fins al darrer terç del segle xx. El sistema complet denominava sous a la suma de 12 diners i lliura al conjunt de 20 sous o 240 diners, però ni la lliura ni el sou, en menor mesura, foren monedes efectives sinó de compte fins a l'època contemporània.
Inicialment, el diner era d'argent gairebé pur, i juntament amb el seu fraccionari l'òbol, l'única moneda circulant, però a cavall dels segles XI i xii va començar a fer-se servir el billó o argent aliat amb coure en distintes proporcions segons l'època i els estats, aquesta moneda devaluada va resultar insuficient per fer front a les necessitats de l'expansió comercial que es va generar al llarg del segle xiii i es crearen múltiples que novament recuperaven la bona llei de plata (el gros, el pirral, el croat, el ral…) i poc després també es començava a generalitzar la moneda d'or (el florí, sobretot), amb la qual cosa el diner va passar a ocupar els valors inferiors de la major part dels sistemes monetaris complexos, configurant-se com una moneda d'escàs valor usada en les transaccions quotidianes menors.
No s'ha de confondre amb el denari romà tot i que etimològicament el nom en deriva i que en la documentació medieval en llatí els diners es denominen denarios, ni amb el seu homònim dinar dels països musulmans, tot i tenir el mateix origen etimològic. També s'ha de tenir present que cada llengua n'ha fet la seva adaptació idiomàtica: en castellà i aragonès dinero, en portuguès dinheiro, en francès denier, en italià denaro, en anglès penny, en alemany pfennig, etc.

## Tipus de diners emesos pels comtes de la Casa de Barcelona

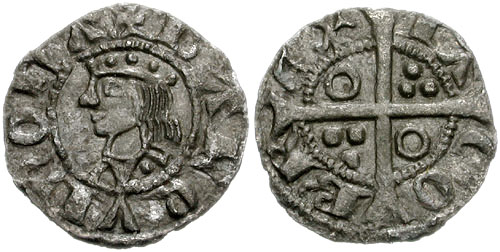
Diner de Jaume I el Conqueridor de la seca de Barcelona

L'arribada del diner a la regió geogràfica que posteriorment serà Catalunya, es va produir durant el període carolingi, en què Carlemany, Lluís el Piadós i Carles el Calb van encunyar diners i òbols a Barcelona, Girona, Empúries i Roses, essent aquestes les primeres emissions cristianes de la península Ibèrica des de la conquesta musulmana, i que tingueren continuïtat ininterrompuda sota l'autoritat de bisbes i comtes locals, iniciant-se així la moneda catalana pròpiament dita, la qual va precedir en més 200 anys les emissions de la resta d'estats peninsulars cristians.
A partir del 1612, com que el diner valia tan poc, es va generalitzar l'encunyació de múltiples superiors com el sou i la lliura, que al Principat van estar en circulació fins a prou més enllà del 1714.
- Diner de plata: moneda de plata de pes aproximat un gram de plata fina.
- Diner de billó: moneda d'un gram que contenia aproximadament 0,35 grams de plata mentre que la resta era de coure. Aquesta moneda va ser molt popular durant l'edat mitjana i en van batre els diferents comtats catalans.
- Diner de quatern: moneda que contenia una tercera part de plata, creada en temps de Pere el Catòlic.
- Diner de tern: sorgit al final del regnat de Pere I, aquest diner tan sols contenia una quarta part de plata.
- Diner doblenc: emès a partir de 1222 per Jaume I amb llei de dos diners (16,6% d'argent) i substituït el 1257 pel de tern.

## Diners i altres monedes catalanes
La lliura de plata se subdividia en dos-cents quaranta diners, també de plata. El sou era una moneda d'or del mateix pes que el diner, de plata. Com que l'or i la plata van mantenir fins a l'era moderna una paritat 12:1, cada sou equivalia a dotze diners i la lliura de plata, doncs, equivalia a vint sous. Una de les monedes de més curs va ser la peça, que valia vuit sous, i una altra, la peceta, equivalent a set sous o, cosa que és el mateix, una setmanada de salari d'un obrer manual.

## El diner andorrà
El diner ha estat també una moneda sense valor legal que el Govern d'Andorra ha anat emetent a efectes només de col·leccionisme numismàtic, amb un valor de referència de 100 pessetes espanyoles o bé 5 francs francesos.